# Be True
『Be True』（ビー・トゥルー）は、中村あゆみの2枚目のスタジオ・アルバム。1985年5月21日発売。発売元は、マイカルハミングバード。
大ヒット・シングル「翼の折れたエンジェル」収録。40万枚以上のセールスを記録。
1985年度オリコン年間アルバムチャート16位にランクインした。

## 収録曲
1. Drive All Night（4:00）
  - 作詞・作曲・編曲 高橋研 ストリングスアレンジ 井上鑑
2. 翼の折れたエンジェル（4:32）
  - 作詞・作曲・編曲 高橋研
3. 街は毎日バースデイ（3:53）
  - 作詞 神沢礼江 作曲 Light House Project 編曲 井上鑑
4. ガールフレンド（3:58）
  - 作詞 中村あゆみ・高橋研 作曲 松尾清憲 編曲 井上鑑
5. Be True（4:11）
  - 作詞・作曲・編曲 高橋研
6. 夜明けのタップダンス（4:14）
  - 作詞 岩里祐穂 作曲 亀井登志夫 編曲 井上鑑
7. Dear（2:19）
  - 作詞 中村あゆみ 作曲・編曲 高橋研 ストリングスアレンジ 井上鑑
8. やせっぽっちのジョニーE.（4:57）
  - 作詞・作曲・編曲 高橋研
9. ミス・ユーモア抱きしめて（4:03）
  - 作詞 岩里祐穂 作曲 和泉一弥 編曲 井上鑑
10. 孤独のスパークライト（3:59）
  - 作詞 三浦徳子 作曲 西木栄二 編曲 高橋研